# Pseudodynerus hallinani
Pseudodynerus hallinani är en stekelart som beskrevs av Joseph Charles Bequaert 1941.
Pseudodynerus hallinani ingår i släktet Pseudodynerus och familjen Eumenidae. Inga underarter finns listade i Catalogue of Life.